# Савельевская (Архангельская область)
Савельевская — деревня в Красноборском районе Архангельской области. Входит в состав Черевковского сельского поселения.

## География
Находится в юго-восточной части Архангельской области на расстоянии приблизительно 48 км на северо-запад по прямой от административного центра района села Красноборск на левобережье реки Северная Двина у правого берега речки Тадема.

## История
Отмечена уже только в 1939 года как населенный пункт (относный двор) Черевковского сельсовета Черевковского района.

## Население
Численность населения: 3 человека (русские 100 %) в 2002 году, 0 в 2010.